# Albert Ramos Viñolas
Albert Ramos Viñolas (født 17. januar 1988 i Barcelona, Spanien) er en professionel mandlig tennisspiller fra Spanien.